# محمدآباد (زاوه)
محمد آباد روستایی در دهستان ساق بخش سلیمان شهرستان زاوه استان خراسان رضوی ایران است. بر پایه سرشماری عمومی نفوس و مسکن در سال ۱۳۹۰ جمعیت این روستا ۱۲۲ نفر (در ۳۹ خانوار) بوده است.